# Lady Godiva
Lady Godiva ili  Godgifu (o. 990.?- 10. rujna 1067.), mitološka anglosaksonska plemkinja.
Najpoznatije djelo koje je Godiva učinila je kad je projahala Coventryem gola na konju, zaogrnuta samo svojom kosom.
Naime, njen suprug Leofrik III. (958. – 1057.), bio je grof (earl) Mercije, vladar jednog od sedam kraljevstava rane srednjovjekovne Engleske.
Nametnuo je velike poreze, pa su podanici bili pod teškom tlakom. Zamolili su Godivu da im pomogne.
Ona je konstantno molila muža da smanji ili ukine poreze. Kad više nije mogao trpjeti njene zamolbe, rekao je da će ukinuti poreze ako ona projaše gola gradom Coventryem. Godiva je pristala i izdala proglas gdje je rečeno stanovnicima da zatvore prozore i vrata te da ostanu u kućama. Zaogrnuta dugom kosom, prelijepa Godiva uzjahala je konja i projahala kroz grad.
Leofrik je održao obećanje. No, i pojam voajerizama spominje se navodno od dana prolaska Godive kroz Coventry. Krojač Tom izbušio je rupu u vratima, vidio Godivu i za kaznu oslijepio.
Motiv Lady Godive poslije se javlja u književnosti, likovnoj umjetnosti, filmu i glazbi. Zaštitnica je strojara, a po njoj je nazvana i vrsta vrlo skupe čokolade.